# Jena Microbial Resource Collection

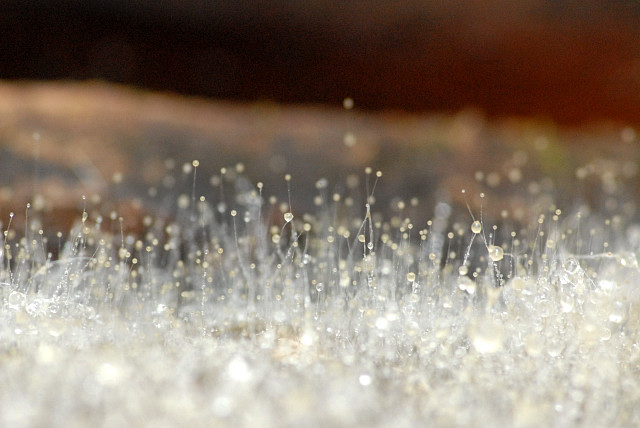
Le champignon Mucor mucedo

La Jena Microbial Resource Collection (JMRC, en français : Collection de Ressources Microbiologiques d'Iéna) est un centre collaboratif maintenu par le Leibniz-Institut für Naturstoff-Forschung und Infektionsbiologie - Hans-Knöll-Institut - à Iéna et l'Université d'Iéna. Elle était constituée en octobre 2010 en fusionnant deux collections desdites institutions. La JMRC est un centre de recherche et de service, qui normalement n'est pas ouvert au public. La collection contient ca. 15000 souches fongiques et ca. 35000 souches bactérielles. Les micro-organismes sont conservées comme des cultures actives et partiellement en cryoconservation.
La JMRC est dirigée par Mme Kerstin Voigt.